# Boku (entreprise)
 (août 2017).
Pour les articles homonymes, voir Boku.
Boku est un service de paiement par SMS, créé en 2009, qui permet de régler des achats avec son forfait mobile,,,.